# Hon dansade en sommar
Hon dansade en sommar är en svensk dramafilm från 1951 i regi av Arne Mattsson. I huvudrollerna ses Ulla Jacobsson och Folke Sundquist.

## Handling
Göran, som precis har avlagt studentexamen, bor hos sin farbror Anders på landsbygden. Redan första kvällen hos farbrodern träffar han grannflickan Kerstin, som han sedan inleder ett kärleksförhållande med.
Ungdomarna i trakten vill sätta upp teaterpjäsen Värmlänningarna, men den stränge kyrkoherden (influerad av schartauanismen) gör sitt för att stoppa dem. Att Göran måste återvända till sina studier gör inte valet lättare för honom.

## Produktion och mottagande
Filmen är baserad på romanen Sommardansen från 1949 av Per Olof Ekström.
Filmen blev vad man kallar en skandalsuccé, främst på grund av att det unga kärleksparet badar nakna tillsammans och Ulla Jacobssons nakna bröst syns i närbild i en kärleksscen. Filmens internationella ryktbarhet bidrog till myntandet av "den svenska synden".
Hon dansade en sommar tilldelades som första svenska film Guldbjörnen vid Filmfestivalen i Berlin 1952.

## Övrigt
I filmen medverkar den legendariske cyklisten Gustaf Håkansson ("Stålfarfar") kort i en liten scen som patient i en sjukstuga. Den riksbekante frågesportprofilen Ejnar Haglund medverkar också som en av gästerna på Görans studentskiva.

## Om filmen
Hon dansade en sommar har visats i SVT, bland annat 1987, 1994, 2010, i september 2022 och i november 2024.

## Rollista (i urval)
- Ulla Jacobsson – Kerstin, gårdsflicka, 17 år
- Folke Sundquist – Göran Stendal, student, 19 år
- Edvin Adolphson – Anders Persson, jordbrukare, Görans farbror
- John Elfström – kyrkoherden i Hellmo socken
- Erik Hell – Torsten, efterbliven dräng
- Irma Christenson – Sigrid, Anders hemmavarande dotter
- Sten Lindgren – Stendal, Görans far
- Nils Hallberg – Nisse, ung lantarbetare
- Sten Mattsson – Olle, ung lantarbetare
- Gunvor Pontén – Sylvia, Nisses flickvän
- Gunilla Pontén – Görans ena skolkamrat
- Gösta Gustafson – Fredrik Larsson, Kerstins morbror
- Berta Hall – Anna, hans hustru
- Erich Conard – Helge, Görans skolkamrat
- Margaretha Löwler – Mary Ann, Görans flickvän i stan
- Arne Källerud – Klas Viberg, ledare för ungdomsföreningen
- Axel Högel – Johan Larsson, Kerstins farfar
- Hedvig Lindby – Kerstins farmor
- Ejnar Haglund – man på Görans studentfest[6]

## Musik i filmen
- "Blott en dag, ett ögonblick i sänder", kompositör Oscar Ahnfelt, text Lina Sandell, sång Ulla Jacobsson och Edvin Adolphson
- "Där näckrosen blommar", kompositör Sven du Rietz, text Sven-Olof Sandberg
- "En gammal lek", kompositör och text Martin Koch, instrumental
- "Får jag lämna några blommor", kompositör Lille Bror Söderlundh, text Nils Ferlin, sång Folke Sundquist
- "Gökvalsen", kompositör Emanuel Jonasson, text Ejnar Westling
- "Jungfru Maria", kompositör Nils B. Söderström, text Erik Axel Karlfeldt, sång Folke Sundquist
- "Konvaljens avsked", kompositör Otto Lindwall, text David Lindwall, instrumental
- "Sjungom studentens lyckliga dag", kompositör Prins Gustaf, text Herman Sätherberg, sång Sten Lindgren
- "Värmlänningarna", kompositör Andreas Randel, instrumental
- "Marseljäsen" (Frankrikes nationalsång), instrumental
- "Uppå källarbacken"
- "A Hupfata" (Klarinettpolka)
- "Viljen I veta"
- "Spiskroksvalsen", kompositör Kal Dompan, text Rosa Grünberg, instrumental[7]

## DVD
Filmen gavs ut på DVD 2007.